# Despectiu
El despectiu és un derivat d'una paraula, generalment mitjançant un sufix per referir-se al concepte que designa amb menyspreu, com ara «gentola».
Pot ser un sufix específic o un altre sufix amb connotacions negatives, com els augmentatius o diminutius. La connotació ve donada pel context de la frase. Un superlatiu pot ser usat com a despectiu irònicament.